# Нерсес Мокаци
Нерсе́с Мокаци́ (арм. Ներսես Մոկացի, 1575—1625), также Ванеци́, Беглу́ (от арм.  բեղ / бег или бех = усы) — армянский поэт, философ и просветитель XVI—XVII веков.

## Биография
Родился примерно в 1575 году в селении Аскнджав эялета Ван Османской империи, находящемся на территории древней армянской провинции Мокк, от которой и получил своё прозвище. Ряд биографических сведений содержатся в «Книге историй» Аракела Даврижеци. Начальное образование получил у своего дяди вардапета Айрапета, продолжил обучение у Барсега Гавараци (он же Ахбакеци) в монастыре Амрдол Багеша. Получил прозвище "Беглу" из-за длинных усов. После окончания учёбы развивает творческую и педагогическую деятельность, репутацию монастыря Амрдол как ведущего учебного центра начала XVII века связывают именно с его именем. Из его учеников впоследствии известность получили вардапеты Меликсет Вжанеци и Степанос Шатахеци. В 1609 году совершил паломничество в Иерусалим, где получил степень вардапета и участвовал в собрании армянских церковных деятелей. В 1615 году переехал в монастырь Мец Анапат Сюника, где преподавал философию и светские науки. В 1622 года основал монастырь и школу высшего образования на острове Лим озера Ван, где и провёл последние годы жизни. Скончался в 1625 году.

## Творчество
Писал на древнеармянском языке — грабаре, но на простом и понятном народу варианте, иногда приближаясь к разговорному языку своего времени. В целом произведения Мокаци можно разделить на три категории: исторические, традиционно-легендарные и философско-дуалистические. Его литературный стиль отличается элегантностью и изысканностью. Хотя сохранились только семь произведений авторства Мокаци, он по праву считается одним из лучших армянских поэтов своего времени.

#### Исторические произведения
- «Благословенный Спаситель, Господь Иисус» (арм. «Օրհնեալ տէր Յիսուս փրկիչ», 1621 г.) — посвящён монастырю Мец Анапат ("Великая пустынь") в Сюнике, его строительству и четырём основателям — епископу Саргису Амбердци, иерею Киракосу Трапизонци, вардапету Погосу Мокаци и мелику Айказну (сыну Ахназара из Джульфы). Содержит ряд ценных исторических сведений[2]. Хотя основателями монастыря фактически были Саргис и Киракос, Нерсес особенно большое внимание удаляет личности мелика Айказна — в прошлом солдата шаха Аббаса, получившего за свои военные заслуги княжеский титул и наследственные земли. Мокаци представляет его великаном, сравнивая с легендарным Тиграном Айказном, победившим согласно преданию мидийского царя Аждаака[1]. В образе Айказна воспеваются борцы за освобождение армянского народа[12]. Своего земляка, вардапета Погоса Мокаци, поэт воспевает как почитаемого проповедника и учителя, известного своей выносливостью, праведным характером и неповиновением гонениям лже-католикоса Мелкиседека Гарнеци. Для Нерсеса все четыре основателя олицетворяют милосердие Бога к армянам, их смерть он сравнивает с крушением судна во время внезапной бури.
- «Гандз[к 2] о новом мученике, отце Андреасе Нахиджеванци» (арм. «Գանձ ի նոր նահատակն տէր Անդրեաս Նախճաւանցիոյ», 1617 г.) — описывается мученическая смерть отца Андреаса по приказу шаха Аббаса в 1617 году. Приведены некоторые данные из жизни Андреаса Нахиджеванци. Последний представляется не только как мученик, но и герой, спасший своей смертью много жизней. Согласно канонам жанра "гандз", к поэме добавлено небольшое стихотворение в жанре таг. Поэма была нотирована хазами, что свидетельствует о музыкальных знаниях Мокаци[12].
- «Плач о взятии Иерусалима» (арм. «Ողբ վասն առմանն Յերուսաղէմի» или «Ի հոլովել ժամանակին», 1609 г.) — написан во время пребывания Мокаци в Иерусалиме. В поэме рассказывается о взятии города войсками Саладина в 1187 году. Падением Иерусалима автор объясняет все несчастья и беды в мире[3], неудачные попытки взять его обратно считает Божьим наказанием за грехи крестоносцев. Хотя написана в жанре плач, отдельные части поэмы содержат ноты оптимизма и весёлого настроения[12].

#### Философские произведения
- «Спор неба и земли» (арм. «Վիճաբանութիւն երկնի եւ երկրի») — лучшее произведение Мокаци. В аллегорическом поэме раскрываются философские взгляды автора. Сюжет имеет фольклорное происхождение: Земля и Небо начинают спорить кто лучше и каждый приводит свои аргументы. Представляет собой аллегорию на дуалистические теории о взаимоотношениях души и тела. В версии Мокаци победу в споре одерживает Земля, и Небо вынужденно склоняет голову перед ней[2], таким образом он даёт предпочтение телу, при этом выражая смелую мысль, что небесная жизнь не может существовать без земной[12]. Такое заключение автора делает данное произведение одним из ярчайших примеров армянской философской мысли Позднего средневековья. Есть несколько народных вариантов данной поэмы. Некоторые исследователи полагают, что приписываемый Нерсесу Мокаци текст также является результатом народного творчества[1]
- «Был мудр я в детстве» (арм. «Մանուկ մտավարժ էի») — написан в жанре плач. С помощью аллегорий Мокаци проклинает людские недостатки, особенно взятничество и жадность, критикует верховенство силы[12], при этом считает и себя недостойным и грешным человеком, просит пророков заступиться за него перед Богом[1]. Содержит автобиографические данные.

#### Традиционные произведения
- «Ода вознесению Богородицы» (арм. «Ներբողեան ի փոխումն Աստւածածնին», 1609 г.) — написана в духе народного творчества, во время пребывания Мокаци в Иерусалиме. Описываются дохристианские традиции армян, проповедничество апостола Варфоломея и преследование язычников после принятия христианства[10]. Дева Мария представлена как пришедшая на замену древнеармянской богини Анаит "истинная Богоматерь". Содержит интересные сведения о связи богини Анаит с культом лисицы[12]. Мокаци написал примерно 100 строф, позже Степанос Шатахеци добавил ещё 300 строф (в общем 1572 строк).
- «Молитва отшельника прочитанная в монастыре Лима» (арм. «Աղոթք առանձնակի արարյալ ի Լիմ անապատին», между 1622 и 1625 гг.) — последнее произведение Мокаци. Как и поэма «Был смышлён я в детстве», автор занимается самообичиванием, осыпая себя грехами[1].

Комментарии
1. ↑  В относительно старых источниках 1625 год названа приблизительной датой смерти Нерсеса Мокаци, однако недавно выявленные данные позволили точно определить год смерти поэта. Более подробно см. Аэлита Долуханян. Нерсес Мокаци. — Вагаршапат: изд-во св. Эчмиадзина, 2009. — 206 с. — ISBN 978-9939-59-039-4.
2. ↑  Гандз — оригинальный стихотворный жанр в армянской литературе